# Fischer Sándor (országgyűlési képviselő)
Hegyeshalmi Fischer Sándor (Ihász, 1856. április 6.–Győr, 1910. május 7.), Győr vármegye főjegyzője, a téti kerület országgyűlési képviselője, a győri ágostai evangélikus hitközség felügyelője, a győrvárosi és megyei takarékpénztár elnöke, Győr szabad királyi város törvényhatósági és közigazgatási bizottságának a tagja, főszolgabíró, földbirtokos.

## Élete
A ágostai evangélikus nemesi származású  hegyeshalmi Fischer családnak a sarja. Apja hegyeshalmi Fischer Sándor (1829–1895), 1848/49 évi honvéd huszárszázados, földbirtokos, anyja Kovács Gizella (1838–1898) volt. Az apai nagyszülei hegyeshalmi Fischer József (1792–1865), terménykereskedő, földbirtokos és Hutflesz Judit (1794–1850) voltak. Az anyai nagyszülei dr. Kovács Pál, győri orvos és Welsz Emilia voltak. Fischer Sándor apai nagybátyja hegyeshalmi Fischer József (1820–1867), ügyvéd, táblabíró, kereskedő a városi majorokban, földbirtokos, akinek a hitvese jószási Purgly Zsuzsanna (1826–1916) volt. A hegyeshalmi Fischer család őse Fischer Boldizsár, 1680. augusztus 16-án magyar nemességet és családi címert szerzett I. Lipót magyar királytól. Elsőfokú unokatestvérei, Fischer József és Purgly Zsuzsanna gyermekei: hegyeshalmi Halászy Jenő (1856–1918), királyi törvényszéki bíró, a bezii ágostai egyház felügyelő, koroncói nagybirtokos, valamint hegyeshalmi Halászy Jolán (1847–†?), akinek a férje Erdély Sándor (1839–1922) valóságos belső tanácsos, igazságügy-miniszter, jogász, politikus.
Tanulmányait otthon, utóbb a győri szent benedekrendi főgimnasiumban végezte, a jogot pedig a győri királyi jogakadémián, majd a budapesti egyetemen, a hol jogtudorrá avatták. Az ügyvédi vizsgát 1888. évben tette le és Győrött ügyvédi irodát nyitott. 1883. december hó 27-én  Győrvármegye első aljegyzőjévé, 1888. évi május hó 4-én a sokoróaljai járás főszolgabírójává, 1882. május 5-én a vármegye főjegyzőjévé lett egyhangúlag megválasztva. A szabadelvű párt híve. Szabadelvűségének alapját az anyai nagyapának, dr. Kovács Pál veterán írónknak és édesapjának, az 1848/9-ik évi 3. huszár-ezredbeli vitéz kapitánynak nevelése vetette meg. Tagja a közigazgatási és a II. bíráló bizottságnak is volt.

## Házassága
Feleségül vette Kisasszondon 1890. július 8-án a református nemesi származású nadasi Sárközy Erzsébet, (*Kisasszond, 1861. október 25.–†Győr, 1939. augusztus 22.) kisasszonyt, akinek a szülei Sárközy Titusz (1824–1900), cs. és kir. szolgabíró, somogyvármegye főjegyzője, és szentgyörgyvölgyi Zsoldos Ida voltak. Az apai nagyszülei nadasi Sárközy Albert (1790–1860), Somogy vármegye főispánja, kormánybiztosa, alispánja, földbirtokos, és chernelházi Chernel Julianna (1802–1842) voltak. Fischer Sándor és Sárközy Erzsébet frigyéből nem maradt gyermek.